# Ferrari F2012
Der Ferrari F2012 war der 45. Formel-1-Rennwagen der Scuderia Ferrari. Er wurde in der Formel-1-Saison 2012 eingesetzt und von einem Ferrari-Motor angetrieben. Das Fahrzeug wurde am 3. Februar 2012 auf der offiziellen Website des Rennstalls vorgestellt.

## Technik und Entwicklung
Der Ferrari F2012 war das Nachfolgemodell des Ferrari 150º Italia. Es wurden nur wenige Teile des Vorgängermodells übernommen und größtenteils neue Ansätze verfolgt. Ein auffallendes Merkmal des Fahrzeugs war die Nase, die eine Stufenform besitzt. Seitens des Teams wurde die neue Front als „nicht gerade ästhetisch“ bezeichnet. Die Vorderradaufhängung wurde von Ferrari als Innovation beschrieben. Als einziges Team setzte Ferrari bei der Vorderradführung auf Zugstangen, während alle anderen Schubstreben verwendeten. Auch bei den Seitenkästen wurde ein neues Konzept eingeführt. Der F2012 war der erste Ferrari, der unter der Leitung des neuen technischen Direktors Pat Fry entstand. Chefdesigner des Fahrzeugs war erneut Nikolas Tombazis.
Das Getriebe, der 2,4-Liter-V8-Motor Typ 056, und das KERS waren Eigenkonstruktionen von Ferrari. Der Treibstoff und die Schmierstoffe wurden von Shell geliefert, die Reifen von Pirelli.

## Lackierung und Sponsoring
Der Ferrari F2012 war im markentypischen rot lackiert. Der Hauptsponsor Philip Morris International mit seiner Marke Marlboro durfte auf Grund des Tabakwerbeverbotes nicht auf dem Fahrzeug werben. Auf dem Auto sichtbare Großsponsoren waren Acer, AMD, Fiat, Kaspersky, Santander und Shell.

## Fahrer
Ferrari hielt zur Saison 2012 an dem Fahrerduo Fernando Alonso und Felipe Massa fest.

## Saison 2012
Zum Auftakt der Saison zeigte sich, dass der Ferrari F2012 besonders auf einer schnellen Runde nicht konkurrenzfähig war. Die Renngeschwindigkeit im ersten Rennen war konkurrenzfähiger. Als ein Problem wurde nach dem ersten Rennen die fehlende Traktion des Fahrzeugs und die daraus resultierende geringere Höchstgeschwindigkeit benannt. Speziell Massa beklagte ein „seltsames Verhalten“ seines Fahrzeugs, woraufhin das Team entschied, sein Chassis, das die Nummer 293 trug, bereits nach dem ersten Rennen durch Chassis 294 zu ersetzen. Sein Fahrzeug wurde komplett neu aufgebaut.

## Ergebnisse
| Fahrer                          | Nr.                             | 1   | 2  | 3  | 4 | 5  | 6 | 7  | 8  | 9 | 10 | 11 | 12  | 13 | 14 | 15  | 16 | 17 | 18 | 19 | 20 | Punkte | Rang |
| ------------------------------- | ------------------------------- | --- | -- | -- | - | -- | - | -- | -- | - | -- | -- | --- | -- | -- | --- | -- | -- | -- | -- | -- | ------ | ---- |
| Formel-1-Weltmeisterschaft 2012 | Formel-1-Weltmeisterschaft 2012 |     |    |    |   |    |   |    |    |   |    |    |     |    |    |     |    |    |    |    |    | 400    | 2.   |
| F. Alonso                       | 5                               | 5   | 1  | 9  | 7 | 2  | 3 | 5  | 1  | 2 | 1  | 5  | DNF | 3  | 3  | DNF | 3  | 2  | 2  | 3  | 2  | 400    | 2.   |
| F. Massa                        | 6                               | DNF | 15 | 13 | 9 | 15 | 6 | 10 | 16 | 4 | 12 | 9  | 5   | 4  | 8  | 2   | 4  | 6  | 7  | 4  | 3  | 400    | 2.   |

| Legende  | Legende            | Legende                                                          |
| Farbe    | Abkürzung          | Bedeutung                                                        |
| -------- | ------------------ | ---------------------------------------------------------------- |
| Gold     | –                  | Sieg                                                             |
| Silber   | –                  | 2. Platz                                                         |
| Bronze   | –                  | 3. Platz                                                         |
| Grün     | –                  | Platzierung in den Punkten                                       |
| Blau     | –                  | Klassifiziert außerhalb der Punkteränge                          |
| Violett  | DNF                | Rennen nicht beendet (did not finish)                            |
| Violett  | NC                 | nicht klassifiziert (not classified)                             |
| Rot      | DNQ                | nicht qualifiziert (did not qualify)                             |
| Rot      | DNPQ               | in Vorqualifikation gescheitert (did not pre-qualify)            |
| Schwarz  | DSQ                | disqualifiziert (disqualified)                                   |
| Weiß     | DNS                | nicht am Start (did not start)                                   |
| Weiß     | WD                 | zurückgezogen (withdrawn)                                        |
| Hellblau | PO                 | nur am Training teilgenommen (practiced only)                    |
| Hellblau | TD                 | Freitags-Testfahrer (test driver)                                |
| ohne     | DNP                | nicht am Training teilgenommen (did not practice)                |
| ohne     | INJ                | verletzt oder krank (injured)                                    |
| ohne     | EX                 | ausgeschlossen (excluded)                                        |
| ohne     | DNA                | nicht erschienen (did not arrive)                                |
| ohne     | C                  | Rennen abgesagt (cancelled)                                      |
| ohne     | keine WM-Teilnahme |                                                                  |
| sonstige | P/fett             | Pole-Position                                                    |
| sonstige | 1/2/3/4/5/6/7/8    | Punktplatzierung im Sprint-/Qualifikationsrennen                 |
| sonstige | SR/kursiv          | Schnellste Rennrunde                                             |
| sonstige | *                  | nicht im Ziel, aufgrund der zurückgelegten Distanz aber gewertet |
| sonstige | ()                 | Streichresultate                                                 |
| sonstige | unterstrichen      | Führender in der Gesamtwertung                                   |